# Agent Green
Agent Green war der militärische Codename eines Entlaubungsmittels, das als Wirkstoff den n-Butylester der 2,4,5-Trichlorphenoxyessigsäure (2,4,5-T) enthielt. Benannt wurde es nach dem grünen Streifen um die Fässer der US-Streitkräfte in Vietnam. Agent Green wurde von den US-Amerikanern während des Vietnamkriegs zum Entlauben von Wäldern eingesetzt, jedoch in geringerem Maße als das bekannte Agent Orange. Agent Green wurde nicht alleine verwendet, sondern immer als Mischung mit Agent Pink. Den Beschaffungsunterlagen zufolge wurden 31.026 l Agent Green eingekauft. Der Einsatzzeitraum beschränkt sich auf die Jahre 1961 bis 1965, weil Agent Green nicht mehr bestellt wurde, nachdem Agent Orange zur Verfügung stand.
Agent Green dürfte in erheblichem Maße mit Dioxinen verunreinigt gewesen sein. Man kann das nur aus dem Herstellungszeitraum des Inhaltsstoffs 2,4,5-T schließen, dessen Dioxingehalte im Allgemeinen während der 1960er-Jahre zurückgingen. Proben des damals ausgebrachten Agent Green scheinen nicht erhalten geblieben zu sein.